# Свејзи (Индијана)
Свејзи (енгл. Swayzee) град је у америчкој савезној држави Индијана.

## Демографија
По попису из 2010. године број становника је 981, што је 30 (-3,0%) становника мање него 2000. године.
| Група             | 2000.       | 2010.       |
| Белци             | 985 (97,4%) | 953 (97,1%) |
| Афроамериканци    | 4 (0,4%)    | 3 (0,3%)    |
| Азијати           | 0 (0,0%)    | 1 (0,1%)    |
| Хиспаноамериканци | 15 (1,5%)   | 13 (1,3%)   |
| Укупно            | 1.011       | 981         |